# Athéni Ariszteidész
Athéni Szent Ariszteidész (görög betűkkel Ἀριστείδης, Athén, 2. század) filozófus, a legelső apologéta.

## Munkássága
138 és 147 között Hadrianus és Antoninus Pius császároknak címzett Apológia című görög nyelvű művét kaiszareiai Euszebiosz még ismerte, utána nyoma veszett. Csupán 1878-ban került elő egy-két fejezetet tartalmazó töredéke. 1889-ben fedezte föl szír fordításának kéziratát J. R. Harris.
Ariszteidész 17 fejezetben tárgyalta az egyistenhit tételét, hogy Isten a világ teremtője és gondviselője. Vallási szempontból négy csoportra osztotta az emberiséget:
1. bírálta a barbárok (kháldeusok, egyiptomiak) sokistenhitét és fetisizmusát,
2. a görögök mítoszait,
3. a zsidók ritualizmusát,
4. kifejtette a keresztények istenismeretét, amelynek szerinte megfelel emelkedett erkölcsiségük.

Több ponton rokonságot mutat a Diognétoszhoz írt levéllel, így többen a levél szerzőjének őt tekintik.
A Damaszkuszi Szent Jánosnak tulajdonított Barlám és Jozafát című regény 26-27. fejezete Ariszteidész Apológiájának szabad átdolgozása lehet

## Művei

### Kiadása
- Harris, J. R. – Robinson, J. A.: Texts and Studies 1,1. Cambridge, 1893

### Magyarul
- Apológia. (ÓÍ VIII:15. Ford. görögből Vanyó László, szírből Fodor György)